# Kabinett Eschenburg
Das Kabinett Eschenburg bildete vom 10. Juli 1929 bis zum 23. Juni 1932 die Landesregierung von Mecklenburg-Schwerin.
Der Landtag des Freistaates Mecklenburg-Schwerin wählte am 10. Juli 1929 den Ministerpräsidenten und am gleichen Tag die übrigen Staatsminister. Am 23. Juni 1932 trat das Staatsministerium zurück.
| Amt                                                                  | Name              | Partei    |
| -------------------------------------------------------------------- | ----------------- | --------- |
| Ministerpräsident Äußeres Landwirtschaft, Domänen und Forsten        | Karl Eschenburg   | DNVP      |
| Inneres Justiz                                                       | Erich Schlesinger | parteilos |
| Finanzen Unterricht, Kunst, geistliche- und Medizinalangelegenheiten | Hermann Haack     | parteilos |